# Такуара (Риу-Гранди-ду-Сул)
Такуара (порт. Taquara)  —  муниципалитет в Бразилии, входит в штат Риу-Гранди-ду-Сул. Составная часть мезорегиона Агломерация Порту-Алегри. Находится в составе крупной городской агломерации Агломерация Порту-Алегри. Входит в экономико-статистический  микрорегион Грамаду-Канела. Население составляет 60 481 человек на 2006 год. Занимает площадь 457,130 км². Плотность населения — 132,3 чел./км².

## История
Город основан 17 апреля 1886 года. 

## Статистика
- Валовой внутренний продукт на 2004 составляет 334 493 реалов (данные: Бразильский институт географии и статистики).
- Валовой внутренний продукт на душу населения на 2004 составляет 5 752 реалов (данные: Бразильский институт географии и статистики).
- Индекс развития человеческого потенциала на 2000 составляет 0,819 (данные: Программа развития ООН).